# 福鼎駅
福鼎駅（ふくていえき）は中華人民共和国福建省福鼎市桐城鎮に位置する中国国鉄南昌鉄路局が管轄する駅である。

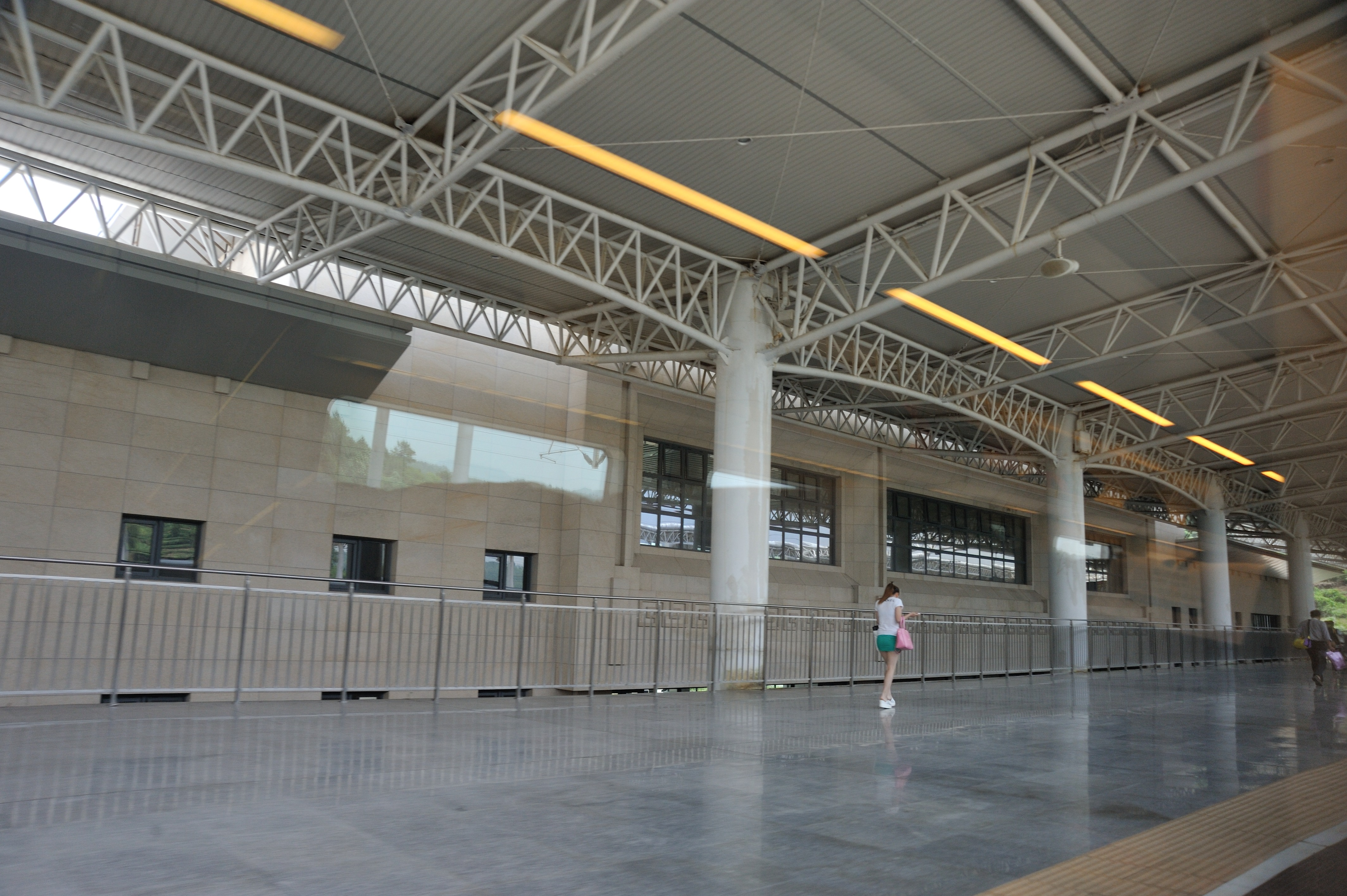
ホーム

## 所属路線
- 中国国鉄
  - 温福線

## 駅構造
- 単式ホーム1面、島式ホーム1面の地上駅であり、通過線2本を有する。

## 歴史
- 2009年9月28日 - 正式に運営開始した。

## 隣の駅
中国国鉄
温福線
蒼南駅 - 福鼎駅 - 太姥山駅